# Шкроботи
Шкроботи́ — колишнє село в Україні, в Недригайлівському районі Сумської області.
Зняте з обліку рішенням Сумської облради  від 16 серпня 2013 року.

## Географія
Село Шкроботи знаходиться на відстані до 1,5 км розташовані села Перекір, Овеча, Рубанка і Заруддя (Роменський район). По селу протікає пересихаючий струмок з загатою.

## Назва
Від іранського šeker-ābād ‘місцевість із солодкою (тобто смачною, прісною) водою.
| Україна | Це незавершена стаття з географії України. Ви можете допомогти проєкту, виправивши або дописавши її. |

1. ↑  [http://history.org.ua/JournALL/orientworld/orientworld_2008_1/15.pdf ҐОРҐАНИ, СВІРЖ, СТРИБІЖ:
НАШІ ВІЧНІ СУСІДИ – ІРАНЦІ]